# Gårdsjön (Borgsjö socken, Medelpad)
Gårdsjön är en sjö i Ånge kommun i Medelpad och ingår i Delångersåns huvudavrinningsområde. Sjön har en area på 0,58 kvadratkilometer och ligger 404 meter över havet.

## Delavrinningsområde
Gårdsjön ingår i det delavrinningsområde (691181-150241) som SMHI kallar för Mynnar i Delångersån. Medelhöjden är 432 meter över havet och ytan är 8,18 kvadratkilometer. Det finns inga avrinningsområden uppströms utan avrinningsområdet är högsta punkten. Vattendraget som avvattnar avrinningsområdet har biflödesordning 2, vilket innebär att vattnet flödar genom totalt 2 vattendrag innan det når havet efter 146 kilometer. Avrinningsområdet består mestadels av skog (79 procent). Avrinningsområdet har 0,58 kvadratkilometer vattenytor vilket ger det en sjöprocent på 7,1 procent.